# تاینا ۲: ماجراجویی ادامه دارد
تاینا ۲: ماجراجویی ادامه دارد (پرتغالی: Tainá 2: A Aventura Continua) یک فیلم برزیلی محصول سال ۲۰۰۴ به کارگردانی مائورو لیما است. این فیلم ادامهٔ فیلم تاینا: یک ماجراجویی در آمازون در سال ۲۰۰۰ است.

## بازیگران
- یونیس بایا در نقش تاینا
- کریس کوتو در نقش زوزو
- کادو مولیترنو در نقش گاسپار
- ویتور موروسینی در نقش کارلیتوس
- آریلن رودریگز در نقش کتیتی
- پاتریک رانیری در نقش تکان ریچموند
- لئاندرو هاسوم در نقش زی گریلو
- آرامیس ترینداد در نقش لاکرایا
- رونی ویللا در نقش کارکارا
- روی پولانا در نقش پدر بزرگ تیگی
- دانیل موندوروکو در نقش پاجه تاتو پیتونا

## بازخورد

### پاسخ انتقادی
مطبوعات میانگین نمره ۳٫۱ از ۵ را در سایت آدوروسینما بر اساس رای ۵۴ یادداشت به این فیلم دادند.